# Ludwig Schmitt-Reutte
Ludwig Schmid-Reutte (Lechaschau, Austria, 13 de enero de 1863 - Illenau, Achern, Alemania, 13 de noviembre de 1909), fue un pintor del naturalismo y profesor de arte en Alemania.

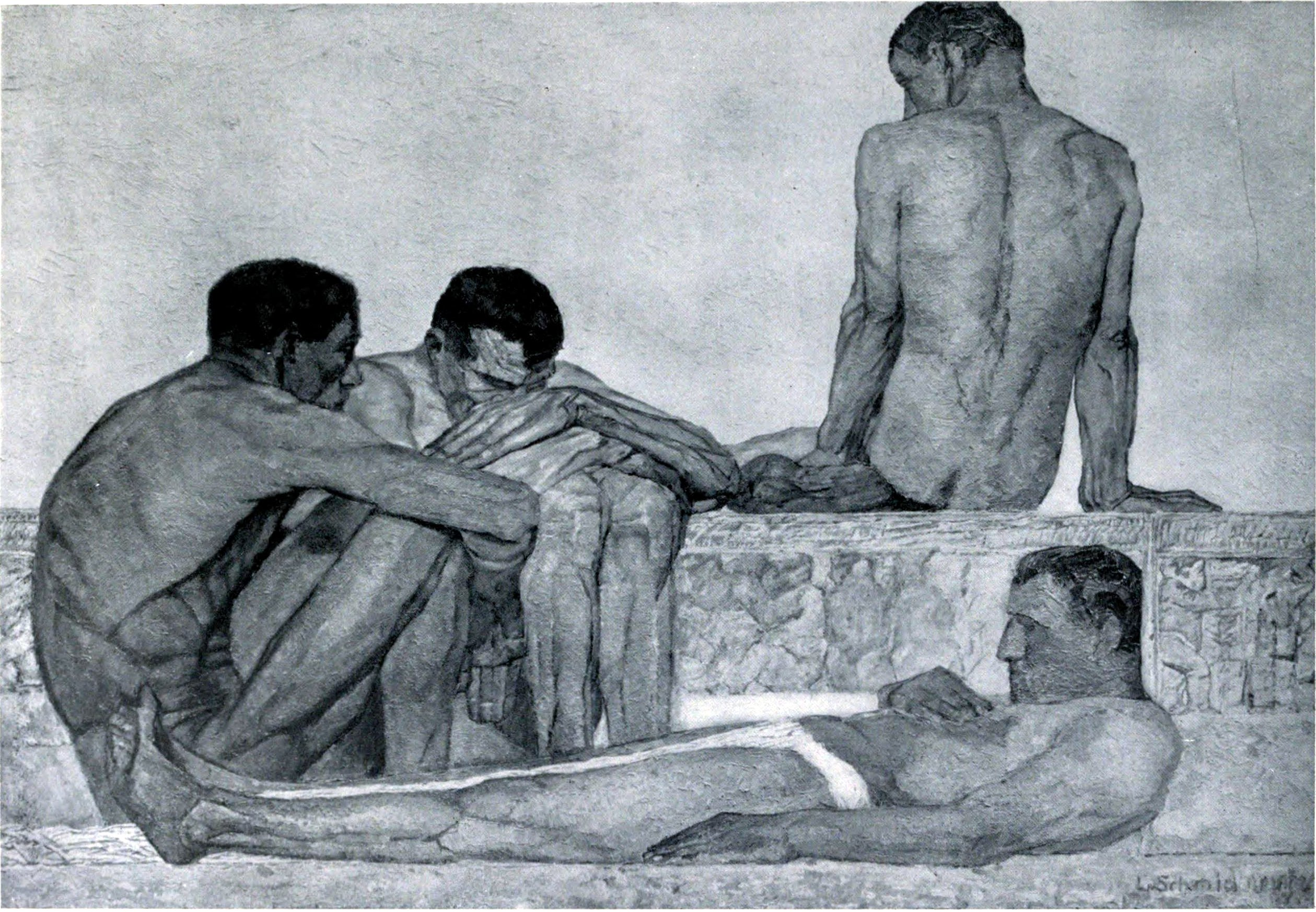
"Fugitivos descansando".

## Vida
Schmid-Reutte estudió desde 1878 con Franz von Defregger y Ludwig von Löfftz en la Academia de las Artes de Múnich. A comienzos de 1890 fundó y condujo en esa misma ciudad, junto con Friedrich Fehr, una escuela especial de anatomía artística. Desde 1899 a 1907 enseñó como profesor en la Academia de las Artes de Karlsruhe. En 1907 tuvo que renunciar a enseñar a causa de una psicosis. Dos años más tarde falleció en la clínica psiquiátrica de Illenau.

## Influencia
Sus clases eran apreciadas por los estudiantes. Llegaba a reunir 60 de ellos de una vez. Entre sus alumnos más notables se cuentan Alfred Kubin y Julius Seyler.

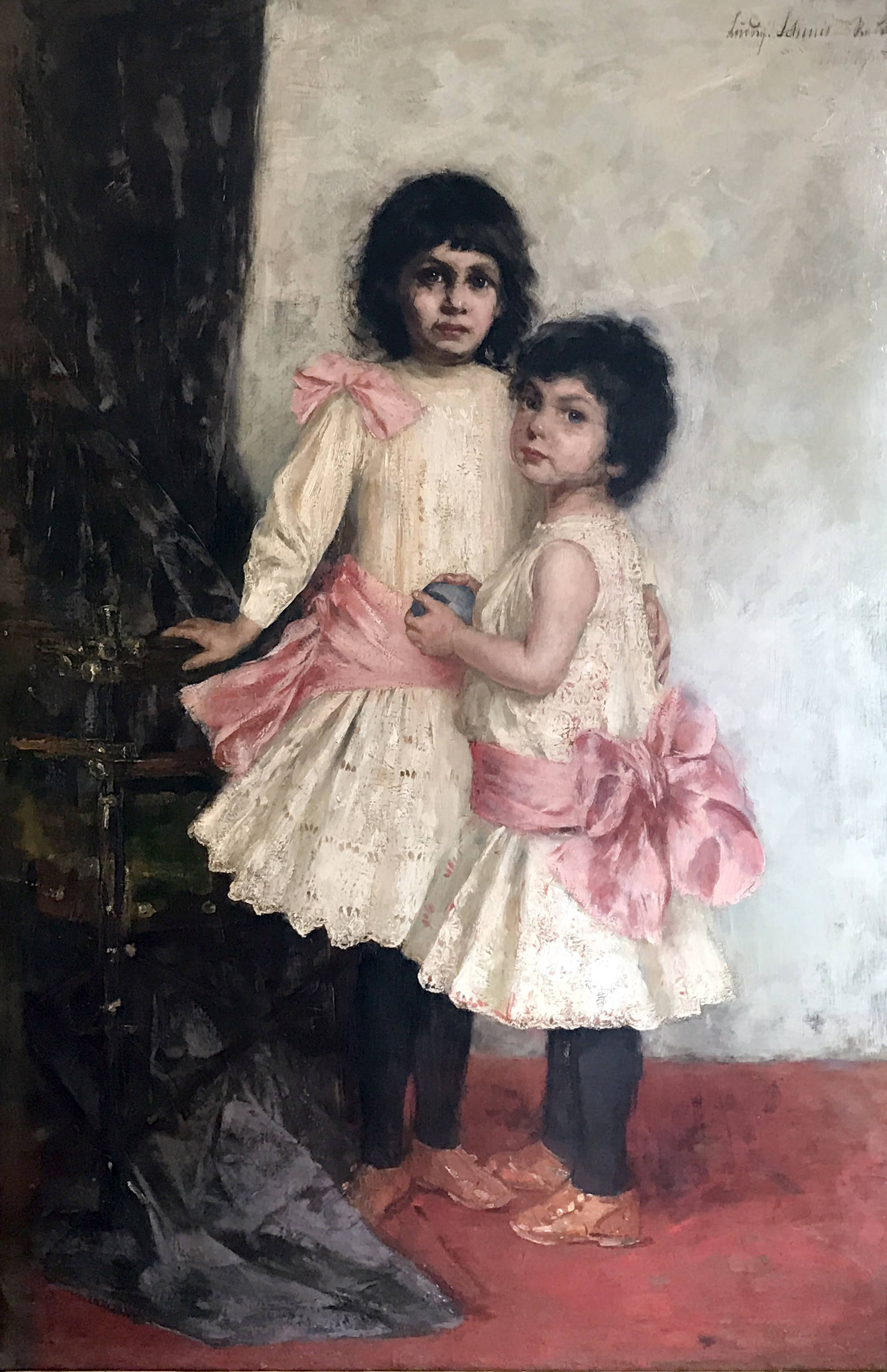